# São Bartolomeu dos Galegos
São Bartolomeu dos Galegos is een plaats (freguesia) in de Portugese gemeente Lourinhã en telt 1041 inwoners (2001).